# Gesetz über die Einziehung kommunistischen Vermögens

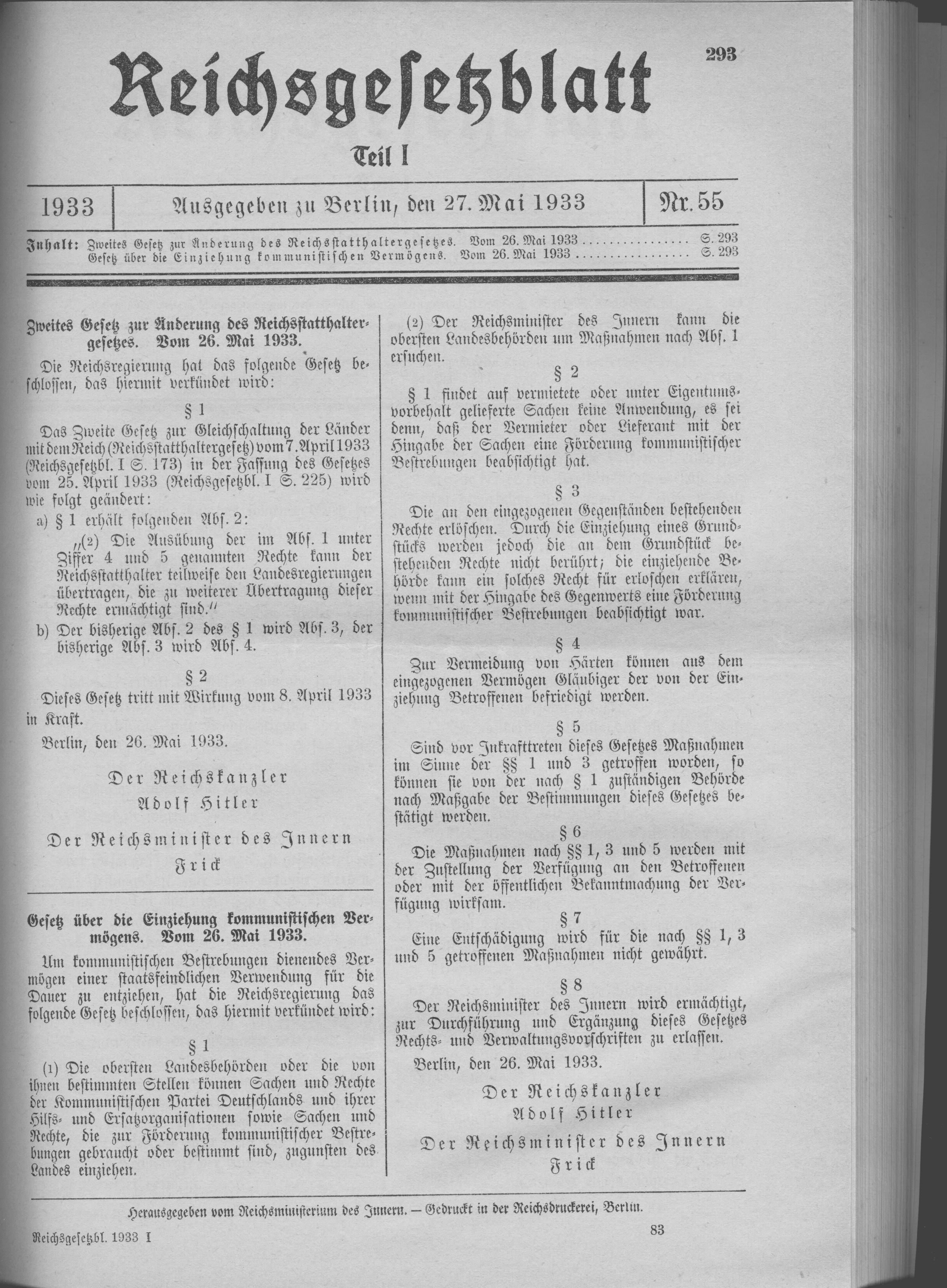
Gesetz über die Einziehung kommunistischen Vermögens vom 26. Mai 1933

Das Gesetz über die Einziehung kommunistischen Vermögens war ein deutsches Reichsgesetz  vom 26. Mai 1933. Das Gesetz ermächtigte die obersten Landesbehörden, Vermögen, Sachen und Rechte der Kommunistischen Partei Deutschlands und ihrer Hilfs- und Ersatzorganisationen dauerhaft und entschädigungslos einzuziehen.
Entsprechende Beschlagnahmungen und Enteignungen, die bereits vor Verabschiedung dieses Gesetzes stattgefunden hatten, konnten nach Maßgabe der Bestimmungen des Gesetzes rückwirkend bestätigt werden.

## Situation bei Erlass des Gesetzes
Die Kommunistische Partei Deutschlands war seit der Reichstagsbrandverordnung vom 28. Februar 1933 praktisch nicht mehr handlungsfähig. Die am 5. März in der Reichstagswahl 1933 gewählten 81 Reichstagsabgeordneten wurden in „Schutzhaft“ genommen oder mussten untertauchen und waren bei der Verabschiedung des Ermächtigungsgesetzes am 24. März nicht anwesend.

## Ausweitung des Gesetzes
Entsprechende Bestimmungen enthielt das Gesetz über die Einziehung volks- und staatsfeindlichen Vermögens vom 14. Juli 1933. Danach wurden „Sachen und Rechte der Sozialdemokratischen Partei Deutschlands und ihrer Hilfs- und Ersatzorganisationen sowie auf Sachen und Rechte, die zur Förderung marxistischer oder anderer, nach Feststellung des Reichsministers des Innern volks- und staatsfeindlicher Bestrebungen gebraucht oder bestimmt sind,“ ebenfalls eingezogen.

## Anwendung auf Juden
Bei der im Oktober 1941 anlaufenden Deportation deutscher Juden wurde das gesamte jüdische Vermögen über die Finanzämter zugunsten des Reiches eingezogen. Zur Wahrung einer formaljuristischen Scheinlegitimität bedienten sich die nationalsozialistischen Verwaltungsjuristen der beiden 1933 erlassenen Gesetze, die ursprünglich dazu gedacht waren, das Vermögen der KPD und der SPD einzuziehen.
Deutschen Juden wurde am Vorabend ihrer Deportation nach dem Osten im Sammellager durch einen Gerichtsvollzieher eine förmliche Urkunde zugestellt. In einer derartigen Verfügung hieß es:
„Auf Grund des § 1 des Gesetzes über den Einzug kommunistischen Vermögens vom 26. Mai 1933 … in Verbindung mit dem Gesetz über den Einzug volks- und staatsfeindlichen Vermögens vom 14. Juli 1933 […] wird in Verbindung mit dem Erlass des Führers und Reichskanzlers über die Verwertung des eingezogenen Vermögens von Reichsfeinden vom 29. Mai 1941 (RGBl. 1941 I, 303) das gesamte Vermögen entzogen der Jüdin XY …“
Dieser Rückgriff bediente sich der – ursprünglich auf das kommunistische Parteivermögen gemünzten – Behauptung, das einzuziehende Vermögen diene einer staatsfeindlichen Verwendung. Juden wurde 1941 damit pauschal volks- und staatsfeindliche Bestrebungen unterstellt, um sie enteignen zu können. Ähnlich wird in einem Erlass des Reichssicherheitshauptamtes vom 2. März 1942 argumentiert.
Zur Vereinfachung dieses umständlichen Verfahrens mit einer Zustellungsurkunde erhielt das Innenministerium am 7. Juli 1941 Hitlers Zustimmung zum Vorschlag, dass allen Juden mit ständigem Wohnsitz außerhalb der Grenzen des Großdeutschen Reiches die Staatsangehörigkeit entzogen werde und ihr Vermögen dem Staat verfalle. Die gesetzliche Regelung erfolgte am 25. November 1941 mit der 11. Verordnung zum Reichsbürgergesetz.
Bei Deportationen nach Theresienstadt war jedoch weiterhin eine Zustellungsurkunde durch Gerichtsvollzieher erforderlich, weil das Fahrziel innerhalb der Reichsgrenze lag. Zudem mussten die zu Deportierenden auf Anweisung der Gestapo mit der Reichsvereinigung der Juden in Deutschland sogenannte Heimeinkaufsverträge abschließen, in denen den Opfern lebenslange kostenfreie Unterbringung, Verpflegung und Krankenversorgung versprochen wurde.

## Außerkraftsetzung
Das Gesetz wurde „aufgehoben durch bzw. infolge der Wiederzulassung der Kommunistischen Partei Deutschlands durch Gesetze der Zonenbefehlshaber im Juli 1945“.

## Belegstellen
1. ↑  Als Dokument abgedruckt bei Hans Günther Adler: Die verheimlichte Wahrheit. Theresienstädter Dokumente. Tübingen 1958, S. 61.
2. ↑  Fauck: Vermögensbeschlagnahmen an jüdischem Eigentum vor dem Erlass der 11. DVO zum Reichsbürgergesetz. In: Gutachten des Instituts für Zeitgeschichte, Bd. 2, Stuttgart 1966, S. 25.